# Abschnittsbefestigung Schaltdorf
Der Abschnittsbefestigung Schaltdorf liegt in einem Waldstück ca. 1200 m nördlich von  Schaltdorf, einem Gemeindeteil der niederbayerischen Stadt Rottenburg an der Laaber im Landkreis Landshut. Die Anlage wird als Bodendenkmal unter der Aktennummer D-2-7238-0124 als „Abschnittsbefestigung des Frühmittelalters“ geführt.

## Beschreibung
Die Abschnittsbefestigung liegt 700 m östlich der Großen Laber zwischen zwei kleinen nach Osten gerichteten Nebentälern und einem von Norden herkommenden Kerbtälchen auf einem bewaldeten Geländesporn. Die birnenförmige und mehrfach gegliederte Wehranlage besitzt die Ausmaße von 300 m Länge und 130 m Breite. Der Innenraum besitzt eine langgestreckte Nordfront mit einer abgewinkelten Verbindung im Osten quer über den Sporn zur südlichen Hangkante. Vor dieser 70 m langen Verbindung umfasst ein halbkreisförmiger Graben das vordere Spornende in einer Tiefe von 30 m. An der Südost-Seite verläuft eine Umwehrung fast geradlinig nach Südwest. Ein Zwischenwall mit Graben zweigt von dort nach Süden ab und bildet in einem Halbkreis die Abgrenzung der Anlage gegen das nur mehr mäßig ansteigende Hinterland im Süden und Südwesten. Die Umwehrung des Innenraums auf der Nordseite besteht in einem Geländeabfall von 2 bis 2,5 m. Eine Berme mit 2 m Breite ist vermutlich der Rest eines vorgelagerten Halsgrabens. Die 70 m lange östliche Begrenzung des Innenraums bildet ein Graben mit 2 bis 2,5 m Innen- und 0,6 bis 0,9 m hohe Außenböschung. Die Südost-Flanke des Innenraums wird von einem Hanggraben gebildet, dessen Innenböschung bis zu 2,5 m beträgt. Ein durch die Anlage führender Waldweg überquert die Gräben im Ostbereich auf Erdbrücken und verlässt die Anlage auf der Westfront an der Stelle der ehemaligen Zuwegung.

## Geschichte
Der Ort Schaltdorf ist eine Gründung irischer Mönche von St. Peter in München. Dieses Kloster errichtete hier einen Hof, der durch Barschalken bewirtschaftet wurde. Aus dem früheren Schalkendorf entstand Schaltdorf. Die Bewohner wurden seelsorgerisch von der St. Nikolaus-Kirche betreut. An die Römerzeit erinnert die in unmittelbarer Nähe des Ortes vorbeiführende und noch im Gelände sichtbare Römerstraße, die Landshut mit Regensburg verband.